# Tanzania Labour Party
Tanzania Labour Party (TLP, Tansanische Arbeiterpartei) ist eine Oppositionspartei in Tansania.

## Geschichte
Die Partei wurde am 24. November 1993 mit der Nummer 12 registriert.
Bei der Wahl 2000 gewann die Tanzania Labour Party 3 der 269 Sitze in der Nationalversammlung (National Assembly). Am 14. Dezember 2005 erhielt die TLP bei der Wahl zur Nationalversammlung 297.230 Stimmen. Das entsprach 2,7 Prozent der Stimmen und ergab als viertstärkste Partei einen Sitz in der Nationalversammlung. Bei der vier Tage später stattgefundenen Präsidentenwahl erhielt der Parteivorsitzende Mrema 84.901 Stimmen, das waren 0,75 Prozent.
Bei den Wahlen 2020 unterstützte die TLP die Partei des damaligen Präsidenten John Magufuli.
Die Vorsitzenden der Partei waren
- Leo Lwekamwa (Parteigründer)[1]
- Augustino Lyatonga Mrema († 21. August 2022)[6]

## Programm
Die Tanzania Labour Party ist eine politisch links stehende Partei.

## Sonstiges
Bei der Wahl 1995 war die TLP eine der beliebtesten Oppositionsparteien. Die Konzentration auf den Spitzenkandidaten und das Fehlen einer Parteistruktur führten zu einer Krise. Trotz einer internen Parteiwahl blieb die Besetzung der Parteiposten unverändert, was zu internen Machtkämpfen und zur Schwächung der Partei führte.